# 宽叶割鸡芒
宽叶割鸡芒（学名：Hypolytrum latifolium）为莎草科割鸡芒属下的一个种。

## 扩展阅读
- 維基物種上的相關：宽叶割鸡芒